# Tanya Roberts
Tanya Roberts, właśc. Victoria Leigh Blum (ur. 15 października 1949 w Nowym Jorku, zm. 4 stycznia 2021 w Los Angeles) – amerykańska aktorka, modelka i producentka filmowa.
Występowała jako Julie Rogers w piątym i ostatnim sezonie serialu ABC Aniołki Charliego (1980–1981), jako Kiri w filmie fantastyczno-przygodowym Władca zwierząt (1982), Stacey Sutton w filmie z cyklu o Jamesie Bondzie Zabójczy widok (1985) i jako Midge Pinciotti w sitcomie CBS Różowe lata siedemdziesiąte (1998–2004).

## Wczesne lata
Jej rok urodzenia był różnie podawany jako 1954, 1955 lub 1959, ale kiedy zmarła, odkryto, że tak naprawdę urodziła się w 1949. Urodziła się na nowojorskim Manhattanie jako córka Dorothy Leigh (z domu Smith) Blum i Oscara Maximiliana Bluma. Jej matka była Żydówką, a ojciec był pochodzenia irlandzkiego i austriackiego. Jej rodzice wzięli ślub w Dorset, kiedy jej ojciec służył w armii amerykańskiej podczas II wojny światowej. Ojciec utrzymywał rodzinę ze skromnych dochodów, pracując jako sprzedawca piór wiecznych i długopisów na Manhattanie. Jej dziadek ze strony ojca, Theodor Blum, był jednym z pierwszych stomatologów, którzy zastosowali prześwietlenie i znieczulenie miejscowe w stomatologii.
W 1956 Tanya i jej starsza siostra Barbara przeprowadziły się do Scarsdale w stanie Nowy Jork, do domu zbudowanego w latach 50. Jej rodzice rozwiedli się, gdy była nastolatką. Później przeniosła się do Ontario, aby przez kilka lat mieszkać ze swoją matką. Zaczęła opracowywać portfolio i plany odnośnie do swojej kariery modelki. Wybrała imię „Tanya” z powieści Iana Fleminga o przygodach agenta 007 – Jamesa Bonda Pozdrowienia z Rosji.

## Kariera

### Początki kariery
W wieku 17 lat przeniosła się do Nowego Jorku, gdzie podjęła pracę jako modelka Sears Holdings oraz telewizyjnych spotów reklamowych okularów przeciwsłonecznych, Excedrin, Ultra Brite, Clairol i Cool Ray. Uczyła się tańca u Arthura Murraya. Przez pięć lat w Bronksie ćwiczyła wymowę i głos. Studiowała aktorstwo u Lee Strasberga i Uty Hagen.
Swoją karierę aktorską zapoczątkowała występami w produkcjach off-off-broadwayowskich w La MaMa Experimental Theatre Club, w tym Piknik Williama Inge’a i Antygona Sofoklesa.
W komediodramacie Dziewczęcy Yum-Yum (The Yum-Yum Girls, 1976) z Judy Landers wystąpiła w trzecioplanowej roli początkującej modelki April. W dramacie biograficznym Larry’ego Cohena Prywatne akta Hoovera (The Private Files of J. Edgar Hoover, 1977) z Broderickiem Crawfordem w roli szefa FBI Hoovera była stewardesą, który została porwana. Roberts w miała być zaangażowana do serialu CBS Flying High (1978), ale zmieniono plany.
W dramacie sensacyjnym Palce (Fingers, 1978) pojawiła się przy basenie jako była dziewczyna gangstera (Tony Sirico) w 30–sekundowej scenie, w której zostaje zgwałcona w damskiej toalecie przez Jimmy’ego „Fingera” Angelelliego (Harvey Keitel). Jeden z recenzentów napisał, że „to jedna z najgorszych, najbardziej niezręcznych „scen erotycznych” w historii kina. W rzeczywistości jest tak odpychająca, że nawet nie ma się ochoty wychwalać zalet super–eleganckiego różowego bikini Tanyi Roberts”.
W telewizyjnym komediodramacie NBC Plaża Zuma (Zuma Beach, 1978) na podstawie scenariusza Johna Carpentera z Suzanne Somers, Kimberly Beck, Michaelem Biehnem, Timothym Huttonem i Rosanną Arquette wystąpiła w epizodycznej roli czarnowłosej plażowiczki w białym bikini, która podsłuchuje w toalecie głównego bohatera – biernego piosenkarza rockowego. W innym telewizyjnym komediodramacie NBC Rozkosze zatoczki (Pleasure Cove, 1979) z piosenkarzem Tomem Jonesem i Davidem Hasselhoffem była jednym z gości kurortu.
Kandydowała do roli Jenny w komedii romantycznej Blake’a Edwardsa Dziesiątka (10, 1979), którą ostatecznie zagrała Bo Derek. W komediodramacie Rozmarzona Kalifornia (California Dreaming, 1979) z udziałem Seymoura Cassela i Dennisa Christophera pojawiła się jako Stephanie, która nie może nakłonić swojego niewiernego chłopaka, surfera (John Calvin), aby poważnie zaangażował się w ich związek. W odcinku serialu NBC Najwięksi bohaterowie Biblii (Greatest Heroes of the Bible) – pt. Wyzwanie Jakuba (Jacob’s Challenge, 1979) u boku Barry’ego Williamsa w roli Jakuba i June Lockhart jako Rebeki zagrała postać Basematy, córki Izmaela, siostrzenicy Izaaka i trzeciej żony Ezawa.

### Królowa krzyku
Tanya Roberts rozpoczęła swoją karierę ekranową od udanego występu w dreszczowcu Ostatnia ofiara (Forced Entry, 1975), który firma Harmony Vision wydała na VHS w Stanach Zjednoczonych, o seryjnym przestępcy, mordercy i gwałcicielu. Maniak z historią znęcania się nad dziećmi zaczyna mordować kobiety, a na swoją kolejną ofiarę wybiera młodą gospodynię domową. Film był remakiem pornograficznego horroru pod tym samym tytułem z 1973 z udziałem Harry’ego Reemsa. W filmie ponadto wystąpili: Nancy Allen (autostopowiczka, jedna z ofiar) i Michael Tucci (w roli współpracownika na stacji benzynowej). Roberts stworzyła postać Nancy Ulman, skromnej, podmiejskiej gospodyni domowej z dwójką dzieci, domem i mężem, która była w istocie tytułową postacią filmu – ostatnią ofiarą maniakalnego mordercy kobiet; zagrała w sposób powściągliwy i naturalny, ale jednocześnie precyzyjnie zaznaczyła emocje swojej protagonistki.
Ugruntowując swój status królowej krzyku, pojawiła się później w kultowym slasherze klasy B Pułapka na turystów (Tourist Trap, 1979). Została obsadzona w roli biegłej we wspinaczce żądnej przygód Becky, która podczas wycieczki samochodowej wraz z grupą przyjaciół trafia do przerażającego muzeum przydrożnego prowadzonego przez psychopatycznego zabójcę granego przez Chucka Connersa.

### Aniołki Charliego
Po tym jak Shelley Hack odeszła z serialu kryminalnego Aaron Spelling Productions Aniołki Charliego, latem 1980 Roberts zgłosiła się na casting do piątego sezonu. Wcześniej trafiła do obsady dwóch produkcji telewizyjnych Spellinga; jako policjantka Britt Blackwell w dwóch odcinkach serialu kryminalnego Vega$ – pt. „Zabójca gliniarzy ze Złotej Bramy” („The Golden Gate Cop-Killer”, 1980) z Robertem Urichem i Michelle Phillips oraz była jedną z ofiar dziwacznych seryjnych morderstw z klubu dyskotekowego na wyspie Oʻahu w sensacyjnym dramacie kryminalnym Misja Waikiki (Waikiki, 1980) z Donną Mills, Branscombem Richmondem i Dackiem Rambo.
Ostatecznie Roberts została wybrana spośród ok. 2 tys. kandydatek. Kiedy 30 listopada 1980 dołączyła do obsady w roli trzeciego „aniołka”, producenci kazali jej zmienić kolor włosów na rudy. Zagrała bystrą modelkę i wojowniczkę Julie Rogers, absolwentkę szkoły dla modelek, która wraz z Kelly Garrett (Jaclyn Smith) i Kris Munroe (Cheryl Ladd) pracuje w agencji detektywistycznej Townsend. Jej bohaterka zdolna przeżyć na ulicy w warunkach ekstremalnych, miała skrzące się niebieskie oczy, ponętną figurę i zadyszany głos. Pomimo tego, że Cheryl Ladd była faworyzowana przez scenarzystę i producenta Edwarda J. Lakso, kiedy Roberts dołączyła do obsady Aniołków, jako Julie Rogers królowała w swoim sezonie, a większość fabuł obracała się wokół niej, podczas gdy jej doświadczone współpracowniczki stały się swego rodzaju aniołkami drugoplanowymi. Serial przyniósł Roberts 12 tys. dolarów za odcinek.
Po jej wprowadzeniu do Aniołków w dwuczęściowym odcinku piątego sezonu, „Aniołek w ukryciu” („Angel in Hiding”), stacja ABC podjęła próbę zwiększenia spadających oglądalności serialu, zmieniając lokalizację serialu na Hawaje i dając więcej możliwości pokazania protagonistek w strojach kąpielowych. Producenci mieli nadzieję, że obecność Roberts ożywi spadkowe oceny i odnowi zainteresowania mediów serialem. Przed premierą sezonu Roberts znalazła się na okładce magazynu „People” z nagłówkiem z pytaniem, „czy Roberts będzie w stanie uratować spadającą oglądalność Aniołków?” Pomimo szaleńczego debiutu Tanyi Roberts, jej premierowy odcinek w listopadzie 1980 przyniósł słabe oceny. Serial został następnie przeniesiony na sobotnie wieczory do kilku różnych szczelin czasowych w harmonogramie transmisji, co spowodowało spadek oglądalności wraz z postępem sezonu. Wyniszczający strajk scenarzystów z 1981 dał się we znaki niegdyś najwyżej ocenianemu serialowi. Ponieważ stacja ABC nie była pewna, jak długo potrwa strajk, a koszty produkcji związane z utrzymaniem załogi na Hawajach były wysokie, produkcja została zaprzestana. 24 czerwca 1981 wyemitowano ostatni odcinek pt. „Dajcie żyć aniołkowi” („Let Our Angel Live”) z nagraniami archiwalnymi z poprzednich odcinków z udziałem Christophera George’a, Cameronem Mitchellem i Vica Morrowa. Po zaledwie 16 odcinkach piątego sezonu oglądalność drastycznie spadła do 59 w rankingu z zaledwie 65 propozycji.
Roberts wystąpiła gościnnie jeszcze w dwóch produkcjach Aarona Spellinga: sitcomie Statek miłości (1982) jako Diane Dayton i Fantastyczna wyspa (Fantasy Island, 1982) w roli panny Amandy Parsons.
W filmie kinowym McG Aniołki Charliego: Zawrotna szybkość (Charlie’s Angels: Full Throttle, 2003) w scenie, gdy Madison Lee (Demi Moore) przebywa z biurze Townsend, na ścianie za nią wisi seria zdjęć, w tym Julie Rogers. Po śmierci Roberts jej koleżanka z serialu Jaclyn Smith opublikowała na Instagramie wiadomość: „Tanya dołączyła do Aniołków w ostatnim sezonie, zamykając go tak, jak początkowo planowano z rudowłosą, brunetką i blondynką. Przyniosła radość tak wielu ludziom i miała karierę trwającą od dziesięcioleci”.

### Władca zwierząt

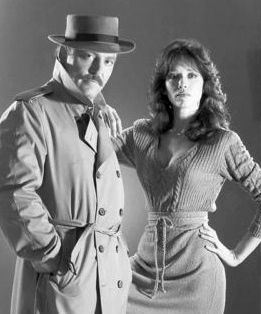
Tanya Roberts i Stacy Keach w scenie z filmu Zabij mnie, zabij siebie (1983)

Po sukcesie telewizyjnym Tanya Roberts rozpoczęła karierę w kinie. Jej image, na który wpłynęła osobowość „ostatniego aniołka”, predestynował ją do ról dekoracyjnych. Reżyser Don Coscarelli początkowo w roli niewolnicy Kiri, uratowanej przez tytułowego bohatera Dara (Marc Singer), w przygodowym filmie fantasy Władca zwierząt (1982) chciał obsadzić Demi Moore, ale producent wykonawczy zmienił jego wybór na Tanyę Roberts. Jednym z elementów promocji filmu była okładka i zdjęcia z Tanyą Roberts w miesięczniku „Playboy” (z października 1982). Tanya Roberts i jej ekranowy partner Marc Singer w filmie niewiele mieli okazji do zaprezentowania kunsztu aktorskiego.
Pokazała autentyczny talent do autoparodii w roli atrakcyjnej sekretarki Veldy w telewizyjnym filmie detektywistycznym CBS Zabij mnie, zabij siebie (Murder Me, Murder You, 1983). Gdy jednak przyszedł czas rozwinąć film do odcinków serialu, Roberts miała inne zobowiązania, i została zastąpiona przez aktorkę Lindsay Bloom. We włoskim filmie fantastyczno-przygodowym Serca i zbroja (Paladini-storia d’armi e d’amori, 1983) na podstawie powieści średniowiecznej Orland szalony z Ronnem Mossem wcieliła się w postać księżniczki Maurów.

### Sheena
W 1984 John Guillermin, reżyser King Konga i Śmierci na Nilu, poszukiwał aktorki do tytułowej roli Tarzana w spódnicy w ekranizacji komiksu o dziewczynie, której biali rodzice zostali zamordowani na Safari, a ona wychowana została przez szamankę z jednego z afrykańskich plemion. Producentem był Paul Aratow. Wśród osób branych pod uwagę do roli tytułowej były: Jodie Foster, Raquel Welch, Bo Derek, Sandahl Bergman, Cheryl Ladd, Sybil Danning, Susan Mechsner, Christie Brinkley i Farrah Fawcett. Gdy Tanya Roberts usłyszała o projekcie, przez wiele miesięcy podsłuchiwała panią od castingu w Columbia Pictures. W końcu spotkała reżysera, Johna Guillermina, ale nie zrobiła na nim większego wrażenia. Namówiła go jednak na przesłuchanie, na którym zgłosiło się ok. 15 kandydatek; w rezultacie Roberts otrzymała rolę.
Pierwszy scenarzystą był Leslie Stevens, który poprowadził historię w kierunku fantasy, wykorzystując koncepcję Wspomnienia z przyszłości: nierozwiązane zagadki przeszłości, ale nie spotkała się z entuzjazmem Columbia Pictures. Następnie Columbia sfinansowała scenariusz Davida Newmana, który napisał Supermana (1978). Napisanie tego scenariusza zajęło rok. Był bardziej realistyczny, a Roberts odpowiadał pod względem rozwoju postaci. Jednak ostecznie scenariusz został przepisany przez Deana Riesnera, który, jak twierdziła Roberts, „całkowicie zmienił scenariusz Newmana. Stracił cały swój urok. To był błąd. W ogóle nie zadziałał”.
W rezultacie Sheena: królowa dżungli okazała się niezwykle kontrowersyjnym filmem. Powstał z myślą o stworzeniu kinowej bohaterki, na której mogłyby się wzorować młode dziewczyny, a tymczasem pomysł marketingowy ze zdjęciami Tanyi Roberts w niezwykle odkrywczym stroju z dżungli sprawił, że Sheena nie była odpowiednim filmem dla młodego widza. Ponadto film otrzymał najgorsze recenzje roku. W pierwszym tygodniu zarobił zaledwie 5,7 miliona dolarów i zdobył reputację jednego z najgorszych filmów lat 80.. Był nominowany do Złotej Maliny w pięciu kategoriach: „Najgorsza aktorka” (Tanya Roberts), „Najgorsze zdjęcia”, „Najgorszy reżyser”, „Najgorszy scenariusz” i „Najgorsza muzyka filmowa”, ale odniósł kultowy sukces na domowych wideo i DVD. Krytyczka Pauline Kael, w bardziej wyważonej recenzji dla „The New Yorker”, opisuje Roberts w roli Sheeny jako mającą „zapatrzoną, komiksową nieprzejrzystość [...] Jest chodzącą, mówiącą ikoną”. Z kolei Lesley Coffin na łamach The Mary Sue napisała, że „Roberts rzeczywiście może pokazać autentyczne emocje. Zastanawiam się, czy sposób, w jaki została skreślona jako ładna buźka w latach 80., uniemożliwił jej rozwinięcie bardziej znaczących umiejętności aktorskich”. Natomiast Filmink argumentował, że „intensywność gry Tanyi Roberts wymaga przyzwyczajenia, ale kiedy już się dostroisz, jest świetną zabawą i ma ciało atlety”.

### Dziewczyna Bonda
W 1985 producent Albert R. Broccoli po tym, jak zobaczył Tanyę Roberts jako Kiri we Władcy zwierząt (1982), zdecydował się obsadzić ją w roli geolog stanowej Stacey Sutton, wnuczki potentata naftowego, którego firmę przejmuje Zorin (Christopher Walken) w filmie z cyklu o Jamesie Bondzie Zabójczy widok u boku Rogera Moore’a. Reżyser John Glen uważał, że była najpiękniejszą z dziewczyn Bonda, które były w jego filmach. Pierwszym wyborem do tej roli była Priscilla Presley, ale z powodu konfliktów w harmonogramie musiała odrzucić tę propozycję. Była też rozważana kandydatura Bo Derek, Sharon Stone i Doroty Kwiatkowskiej. Roberts odrzuciła propozycję roli Brendy Wyatt w Nieśmiertelnym na rzecz udziału w filmie o Jamesie Bondzie z nadzieją na rozwój kariery. – Czułam się tak, jakby każda dziewczyna, która kiedykolwiek była dziewczyną Bonda, gdy kariera prowadzi donikąd, więc byłem trochę ostrożna. Powiedziałam mojemu agentowi: „Nikt nigdy nie pracuje po tym, jak dostaje film o Bondzie”, a on odpowiedział mi: „Żartujesz? Glenn Close zrobiłaby to, gdyby mogła”.
Tanya Roberts wierzyła, że ta rola dziewczyny Bonda będzie jej kinowym przełomem: „Kim Basinger dostała rolę w Urodzonym sportowcu po nakręceniu filmu o Jamesie Bondzie. To samo mogło spotkać mnie…” – mówiła. Jednak między duetem Tanya Roberts–Roger Moore zabrakło „ekranowej chemii”; według książki Aging Heroes: Growing Old in Popular Culture Roberts była o dwadzieścia siedem lat młodsza od Moore’a, a gdy Roger Moore dowiedział się, że jest starszy od matki Tanyi Roberts, chciał opuścić plany filmowy. Film okazał się sukcesem komercyjnym, chociaż Roberts została skrytykowana za brak psychologicznej głębi jej postaci i była nominowana do Złotej Maliny dla najgorszej aktorki (laureatką Złotej Maliny została Linda Blair), a fani serii o Bondzie okrzyknęli ją najlepiej wrzeszczącą dziewczyną Bonda. Jednak Roberts w niektórych scenach pokazała talent komediowy. W 2006 „Entertainment Weekly” umieścił Sutton jako drugą najgorszą dziewczynę Bonda, według kanadyjskiego magazynu Dose była szóstą najlepszą dziewczynę Bonda, a na liście 55. dziewczyn Bonda sporządzonej przez Film School Rejects zajęła 36 miejsce.

### Królowa dreszczowców erotycznych
Tanya Roberts grała później jedynie w niskobudżetowych produkcjach. Jej kolejne role filmowe opierały się w głównej mierze na jej fizycznych atrybutach. Komedia Hala Needhama Trzaskające się ciała (Body Slam, 1987) z Dirkiem Benedictem i dramat sensacyjny Czyściec (Purgatory, 1988) o kobiecie niesłusznie uwięzionej w Afryce, w niewielkim stopniu poprawiły jej reputację jako aktorki. W numerze magazynu „Variety” z 7 września 1988 w kolumnie New Film Starts ogłoszono, że zdjęcia do filmu Łowcy demonów (Demon Hunters) w reżyserii Davida Laytona rozpoczęły się 6 września 1988 w Hongkongu. W obsadzie obok Tanyi Roberts znalazł się Jack Scalia. Miała to być angielska wersja komedii grozy Geung see sin sang (1985), ale nigdy nie została ukończona. W 1989 Roberts nagrała materiał referencyjny The Legend of Zelda wykorzystany przez producentów podczas tworzenia animowanej adaptacji Przygody braci Mario. Dreszczowiec sensacyjny Brutalna gra (Legal Tender, 1991) z Robertem Davim, ze scenariuszem jej męża Barry’ego Robertsa, nie był sukcesem kasowym.
Po tym, jak przestała otrzymywać oferty zdjęć z listy filmów klasy A, Roberts odrzuciła propozycję zagrania we Władcy zwierząt 2 (Beastmaster 2: Through the Portal of Time, 1991) i zgodziła się przyjąć rolę Nikki Walker w dreszczowcu erotycznym Nocne oczy (1990) z Andrew Stevensem. Wkrótce zyskała przydomek królowej dreszczowców erotycznych i została obsadzana w podobnych filmach, wydanych od razu na VHS. W przewidywalnym dramacie sensacyjnym Brutalna gra (1991) została obsadzona w roli niewygodnego świadka porachunków handlarzy narkotyków. W Wewnętrznym sanktuarium (1991), porównywanym z 9 1/2 tygodnia i Dzikiej orchidei, była pełna poświęcenia, miała szczupłą i powabną figurę, grała żarliwie , jak napisał na łamach „Filmu” recenzent Oskar Sobański. W zabawnej i zręcznej komedii Michaela DeLuise Prawie w ciąży (1992) zagrała bezpłodną żonę. 
Grzechy pożądania (Sins of Desire, 1993) w reż. Jima Wynorskiego jako detektyw pracująca pod przykrywką w klinice seksualnej, Dolna głębia (Deep Down, 1994) oraz jako prowadząca w radiu audycję w 12-odcinkowym serialu Gorąca linia (Hot Line, 1994–1996).
W 1995 była przesłuchiwana do roli Kate Roberts w operze mydlanej NBC Dni naszego życia, lecz ostatecznie postać tę dostała Lauren Koslow. Według reżysera Donalda Farmera Roberts odrzucił rolę Lisy w dreszczowcu psychologicznym Vicious Kiss (1995), którą grała Margaux Hemingway. Pojawiła się jako Regan Madsen, uwodzicielska córka Thomasa Malloya (John Agar), ukochaną detektywa Texa Murphy’ego w grze komputerowej MS-DOS The Pandora Directive (1996). W sitcomie Showtime Barbershop (2005) wystąpiła w roli Ellie Palmer, macochy Calvina.

### Różowe lata siedemdziesiąte
23 sierpnia 1998 przyjęła rolę Midge Pinciotti, matki Donny (Laura Prepon) w sitcomie CBS Różowe lata siedemdziesiąte. W swoim nekrologu w „The Guardian”, Ryan Gilbey chwalił jej występ w Różowych latach siedemdziesiąte w roli „coraz bardziej niezadowolonej z życia gospodyni domowej”. Opuściła serial po trzecim sezonie 22 maja 2001 z powodu śmiertelnej choroby męża. Powróciła do kilku specjalnych występów gościnnych w 6. i 7. sezonie w 2004.

## Życie prywatne
Porzuciła szkołę w wieku 15 lat. Była „buntowniczym dzieckiem”, miała nastoletni romans z mężczyzną, z którym podróżowała autostopem po Stanach Zjednoczonych i zawarła z nim związek małżeński. Małżeństwo to zostało wkrótce anulowane przez jej teściową. Na swojej drodze poznała Barry’ego Robertsa (ur. 3 kwietnia 1946 roku w Nowym Jorku), ówczesnego studenta psychologii, za którego w 1974 wyszła za mąż. W 1977 przeprowadziła się wraz z mężem do Hollywood. Barry Roberts zmarł po czterech i pół roku walki z zapaleniem mózgu, 15 czerwca 2006 w Los Angeles, w wieku 60 lat.
Jej siostra Barbara Chase, z zawodu psycholog, w latach 1978–1992 była żoną Timothy’ego Leary’ego.
Roberts napisała przedmowę do książki The Q Guide to Charlie’s Angels (2008). Została opisana przez swojego publicystę jako obrończyni praw zwierząt. Podczas pandemii COVID-19 utrzymywała aktywną obecność w mediach społecznościowych, prowadząc czaty wideo na Facebooku i Zoomie.
Roberts zawsze podkreślała, że w głębi serca jest związana z Nowym Jorkiem i to nie tylko dlatego, że nienawidzi jazdy. „Los Angeles doprowadza cię do szału”, powiedziała w wywiadzie dla magazynu „People” z 1981. „Przywykłam do pogody, spacerów i ludzi, którzy mówią, co mają na myśli”.

### Śmierć
24 grudnia 2020 w Wigilię Bożego Narodzenia Roberts nagle zasłabła i zemdlała po powrocie do domu ze spaceru ze swoimi psami, po czym została zabrana do szpitala, a później podłączona do respiratora; nie była chora na COVID-19, wcześniej też nie miała żadnych problemów ze zdrowiem. Początkowo Mike Pingel, rzecznik aktorki, przedwcześnie poinformował o tym, że Roberts zmarła 3 stycznia 2021. Zacytowało go wiele amerykańskich mediów, a także niektóre agencje prasowe, w tym amerykańska AP, niemiecka dpa i francuska AFP. Mylne informacje o śmierci aktorki podał agentowi Lance O’Brien, partner Tanyi Roberts, z którą był w związku przez 18 lat. W rozmowie z magazynem TMZ wyjaśnił, że podczas odwiedzin w szpitalu widział, jak jego partnerka otwiera a później zamyka oczy. Stąd wywnioskował, że aktorka zmarła i postanowił bez słowa opuścić szpital. O’Brien tłumaczył, że nie chciał sugerować, że zmarła, ale była poważnie chora na infekcję dróg moczowych, która dostała się do jej narządów i krwiobiegu, prowadząc do infekcji krwi zaostrzonej z powodu wirusowego zapalenia wątroby typu C. 4 stycznia rano otrzymał jednak telefon od lekarzy, którzy powiedzieli mu, że Tanya nadal żyje. Następnie, po telefonie od jednego z lekarzy opiekujących się Roberts, O’Brien potwierdził w rozmowie z portalem TMZ, że Tanya Roberts zmarła wieczorem z 4 stycznia na 5 stycznia w wieku 71 lat.

## Filmografia

### Filmy
| Rok   | Tytuł                                                                 | Rola                | Reżyser          |
| ----- | --------------------------------------------------------------------- | ------------------- | ---------------- |
| 1975: | Ostatnia ofiara (Forced Entry)                                        | Nancy Ulman         | Jim Sotos        |
| 1976  | Dziewczęcy Yum-Yum (The Yum-Yum Girls)                                | April               | Barry Rosen      |
| 1977  | Prywatne akta Hoovera (The Private Files of J. Edgar Hoover)          | stewardesa          | Larry Cohen      |
| 1978  | Palce (Fingers)                                                       | Julie               | James Toback     |
| 1979  | Pułapka na turystów (Tourist Trap)                                    | Becky               | David Schmoeller |
| 1979  | Rakieta tenisowa (Racquet)                                            | Bambi               | David Winters    |
| 1979  | Rozmarzona Kalifornia (California Dreaming)                           | Stephanie           | John D. Hancock  |
| 1982  | Władca zwierząt (The Beastmaster)                                     | Kiri                | Don Coscarelli   |
| 1983  | Serca i zbroja (Paladini – storia d'armi e d'amori/Hearts and Armour) | Angelica (Isabella) | Giacomo Battiato |
| 1984  | Sheena – królowa dżungli (Sheena)                                     | Sheena              | John Guillermin  |
| 1985  | Zabójczy widok (A View to a Kill)                                     | Stacey Sutton       | John Glen        |
| 1987  | Trzaskające się ciała (Body Slam)                                     | Candace Vandervagen | Hal Needham      |
| 1988  | Czyściec (Purgatory)                                                  | Carly Arnold        | Ami Artzi        |
| 1990  | Przekręcona sprawiedliwość (Twisted Justice)                          | sekretarka          | David Heavener   |
| 1990  | Nocne oczy (Night Eyes)                                               | Nikki Walker        | Jag Mundhra      |
| 1991  | Wewnętrzne sanktuarium (Inner Sanctum)                                | Lynn Foster         | Fred Olen Ray    |
| 1991  | Brutalna gra (Legal Tender)                                           | Rikki Rennick       | Jag Mundhra      |
| 1992  | Prawie w ciąży (Almost Pregnant)                                      | Linda Alderson      | Michael DeLuise  |
| 1993  | Grzechy pożądania (Sins of Desire)                                    | Kay Egan            | Jim Wynorski     |
| 1994  | Dolna głębia (Deep Down)                                              | Charlotte           | John Travers     |

### Filmy TV
| Rok  | Tytuł                                              | Rola   | Reżyser                   |
| ---- | -------------------------------------------------- | ------ | ------------------------- |
| 1978 | Plaża Zuma (Zuma Beach)                            | Denise | Lee H. Katzin             |
| 1979 | Rozkosze zatoczki (Pleasure Cove)                  | Sally  | Bruce Bilson              |
| 1980 | Waikiki                                            | Carol  | Ron Satlof                |
| 1983 | Zabij mnie, zabij siebie (Murder Me, Murder You)   | Velda  | Gary Nelson               |
| 1995 | Ulubione grzechy śmiertelne (Favorite Deadly Sins) | cameo  | David Jablin, Denis Leary |

### Seriale
| Rok       | Tytuł                                                              | Rola                   | Uwagi                                                        |
| --------- | ------------------------------------------------------------------ | ---------------------- | ------------------------------------------------------------ |
| 1979      | Najwięksi bohaterowie Biblii (Greatest Heroes of the Bible)        | Basemata               | odc. Wyzwanie Jakuba (Jacob’s Challenge)                     |
| 1980      | Vega$ (Vega$: The Golden Gate Cop-Killer)                          | oficer Britt Blackwell | 2 odcinki                                                    |
| 1980–1981 | Aniołki Charliego (Charlie’s Angels)                               | Julie Rogers           | 16 odcinków                                                  |
| 1982      | Wymyślona wyspa (Fantasy Island)                                   | Panna Amanda Parsons   | odc. „The Ghost’s Story”                                     |
| 1982      | Statek miłości (Love Boat)                                         | Diane Dayton           | odc. „Green, But Not Jolly/Past Perfect Love/Instant Family” |
| 1994      | Prawo Burke’a (Burke’s Law)                                        | Julie Readron          | odc. Kto zabił Nicka Hazarda? (Who Killed Nick Hazard?)      |
| 1994–1996 | Gorąca linia (Hot Line)                                            | Rebecca                | 12 odcinków                                                  |
| 1995      | Jedwabne pończoszki (Silk Stalkings)                               | Callie Callahan        | odc. „Till Death Do Us Part”                                 |
| 1997      | Animowany serial Braci Bluesa (The Blues Brothers Animated Series) | Toni G. (głos)         | 8 odcinków                                                   |
| 1998      | Bobry w akcji (The Angry Beavers)                                  | Marsha（głos）         | odc. „Same Time Last Week/Beaver Fever”                      |
| 1998–2004 | Różowe lata siedemdziesiąte (That ’70s Show)                       | Midge Pinciotti        | 81 odcinków                                                  |
| 2002      | Luz we dwóch (Off Centre)                                          | Gretchen               | odc. „Mike & Liz & Chau & Jordan”                            |
| 2003      | Fillmore na tropie (Fillmore!)                                     | głos autorki           | odc. „The Unseen Reflection”                                 |
| 2005      | Eve                                                                | Rebecca                | odc. Kung Fu Divas                                           |
| 2005      | Barbershop                                                         | Ellie Palmer           | 3 odcinki                                                    |
| 2006      | Różowe lata siedemdziesiąte (That ’70s Show)                       | Midge Pinciotti        |                                                              |

### Gry komputerowe
- 1996: The Pandora Directive jako Regan Madsen

## Nagrody i nominacje
| Rok  | Nagroda                                       | Kategoria         | Film                           | Rezultat  |
| ---- | --------------------------------------------- | ----------------- | ------------------------------ | --------- |
| 1985 | Złota Malina                                  | Najgorsza aktorka | Sheena: królowa dżungli (1984) | Nominacja |
| 1985 | Nagroda „Bravo”: Brązowa statuetka Bravo Otto | Najlepsza aktorka | Zabójczy widok (1985)          | Wygrana   |
| 1986 | Złota Malina                                  | Najgorsza aktorka | Zabójczy widok (1985)          | Nominacja |